# Abraham B. Venable
Abraham Bedford Venable, född 20 november 1758 i Prince Edward County, Virginia, död 26 december 1811 i Richmond, Virginia, var en amerikansk politiker (demokrat-republikan). Han representerade Virginia i båda kamrarna av USA:s kongress, först i representanthuset 1791–1799 och sedan i senaten 1803–1804.
Venable utexaminerades 1780 från College of New Jersey (numera Princeton University). Han var verksam som plantageägare i Virginia. Han studerade sedan juridik och inledde 1784 sin karriär som advokat. Han invaldes i den andra kongressen. Han omvaldes tre gånger men bestämde sig för att inte kandidera till omval i kongressvalet 1798.
Venable efterträdde 1803 John Taylor som senator för Virginia. Han avgick 1804 för att tillträda som direktör för Bank of Virginia. Han efterträddes som senator av William Branch Giles.
Venable omkom i en teaterbrand i Richmond.